# Флагшток Акабы
Флагшток Акабы — вертикальная металлическая конструкция в курортном городе Акаба на берегу Красного моря в Иордании, на которой возвышается флаг Великой Арабской Революции. Высота флагштока 130 метров. По состоянию на август 2015 года, является 6-м в мире по высоте после флагштоков Джидды (171 м), Душанбе (165 м), Баку (162 м), Киджондона (160 м) и Ашхабада (133 м). Благодаря своим размерам, флаг виден из Израиля, Египта и Саудовской Аравии.
Открытие флага состоялось 3 октября 2004 года. На церемонии открытия присутствовал король Иордании Абдалла II.

## Технические данные
- Высота: 130 метров
- Вес: 156 тонн
- Количество секций: 11